# Fernando Albán Salazar
Fernando Alberto Albán Salazar (Palmira, 1º ottobre 1962 – Caracas, 8 ottobre 2018) è stato un politico, attivista e avvocato colombiano naturalizzato venezuelano.

## Biografia
È stato una delle figure di spicco di Primero Justicia, uno dei partiti di opposizione al governo di Nicolás Maduro. È stato consigliere della Municipalità di Libertador di Caracas dal 2012 fino alla sua morte nel 2018. Faceva parte del circolo più intimo di amici del deputato Julio Borges, uno dei leader dell'opposizione venezuelana.
È morto mentre era detenuto dal Servicio Bolivariano de Inteligencia Nacional (SEBIN) a La Tumba. Sebbene i funzionari governativi abbiano riportato la sua morte come un suicidio, i suoi amici, la famiglia, i partiti politici dell'opposizione e Luis Almagro, segretario generale dell'Organizzazione degli Stati americani, sostengono che la morte del consigliere è stata un omicidio politico.